# Francesco Maria Tosi Beleffi
Francesco Maria Tosi Beleffi (Roma, 23 dicembre 1937 – Roma, 26 dicembre 2014) è stato un dirigente pubblico e vigile del fuoco italiano.

## Biografia

### Studi
Nel 1956 è premiato dal presidente della Repubblica Giovanni Gronchi tra i migliori diplomati della maturità classica del collegio Nazareno Archiviato il 4 luglio 2009 in Internet Archive.. Nel 1962 si laurea all'Università La Sapienza di Roma in ingegneria elettrotecnica e nello stesso anno consegue l'abilitazione all'esercizio della professione di ingegnere. Entrato all'accademia militare di Pozzuoli, vi presta servizio dal 1963 al 1964 uscendone con la qualifica di ufficiale. Nel 1965 frequenta il corso annuale di specializzazione in Telecomunicazioni presso la Scuola Superiore di Telegrafia e Telefonia dell'Istituto Superiore P.T. Archiviato il 4 marzo 2016 in Internet Archive. del Ministero delle poste e delle telecomunicazioni ricevendo a conclusione la borsa di studio Siemens. Nel 1967 frequenta il corso allievi ispettori in prova presso le Scuole Centrali Antincendi. Nel 1968 frequenta il XXVIII corso di qualificazione per ufficiali addetti alla sicurezza nucleare, biologica e chimica presso la Scuola unica interforze armate per la difesa atomica, biologica e chimica. Nel 1970 è presso il “Centre national d'Estudes de la protection civile” del Ministero dell'Interno francese per partecipare ad uno stage di formazione professionale sui temi della protezione civile nazionale. Nel 1976 frequenta il V corso per gli ufficiali addetti al caricamento e trasporto aereo presso la Scuola di Cooperazione Ministero della Difesa. Nel 1979 frequenta il corso formazione servizi antincendi aeroportuali.

### Carriera
Nel 1967 entra nei ruoli della pubblica amministrazione, presso il Ministero dell’Interno, e partecipa alle azioni che vedono coinvolto il corpo nazionale dei vigili del fuoco sul territorio a seguito di incidenti e disastri naturali, tra le quali quelle in Belice (1968), Tuscania (1971), Ancona (1972), Sicilia (1975), Friuli (1976), Irpinia (1980), Parma (1983) e nelle zone alluvionate della Liguria (1970) e della Calabria (1972).
Dal 1981 al 2005 è nominato delegato nazionale permanente presso l'”Organizzazione dell'Aviazione Civile Internazionale (ICAO)”. In questo ruolo effettua missioni all'estero in Canada e Francia.
Dal 1981 al 1992 è nominato capo ispettore aeroporti e porti STC con funzioni, tra le altre, di ispettore capo, di addetto all'ispettorato organizzazione centrale e periferica, di addetto all'ispettorato macchinari e materiali.
Dal 1983 al 1991 è nominato rappresentante per il Ministero dell’Interno nel “Comitato per la Sicurezza della Navigazione” presso il Ministero della Marina Mercantile.
Nel 1984 è nominato rappresentante del Ministero dell’Interno nella “Commissione Interministeriale per gli interventi di soccorso in mare in occasione di sinistri aeronautici in prossimità degli aeroporti costieri” presso la Presidenza del Consiglio dei Ministri.
Nel 1985 è a New York presso le Nazioni Unite in qualità di membro della delegazione italiana per un incontro sulla sicurezza, la prevenzione e gli interventi aeroportuali contro gli incendi.
Dal 1984 al 1990 è nominato componente del consiglio direttivo del “Comitato Tecnico Internazionale di Prevenzione ed Estinzione del Fuoco (CTIF) – Comitato Nazionale”. In questo ruolo effettua missioni all'estero in Ungheria, Svizzera, Polonia, Germania, Spagna e Portogallo.
Nel 1988 partecipa al gruppo di lavoro incaricato di studiare le problematiche antincendio relative all'ampliamento dell'aeroporto intercontinentale Leonardo da Vinci Roma Fiumicino.
Nel 1990 coordina la partecipazione del corpo nazionale dei VVF nell'ambito dell'esercitazione della Comunità Europea denominata Europa90 con operazioni che si svolgeranno in mare a Civitavecchia e nell'entroterra.
Nel 1991 è a Bruxelles per partecipare ai lavori della commissione “Fire prevention on airports” parlando sui differenti modelli dei corpi di intervento speciali nel settore degli incendi boschivi e sull'orizzonte del 2000 nell'organizzazione dei differenti modelli del servizio di emergenza per gli incendi boschivi.
Nel 1991 è nominato membro della commissione interministeriale per la stesura della normativa per il soccorso in mare ad aerei e per l'esame dei piani di emergenza redatti dalle prefetture.
Tra il 1991 ed il 1993 si reca quattro volte a San Paolo del Brasile, nell'ambito della cooperazione Italia-Brasile con il corpo nazionale de Bombeiros.
Dal 1992 al 2001 è nominato vicecomandante delle Scuole Centrali Antincendi (SCA), organo di formazione del Corpo nazionale dei vigili del fuoco, di cui avrà il comando ad interim per tre volte nel 1992, nel 1993 e nel 1994, complesso che vede tra i suoi compiti quello di formare ed addestrare i vigili del fuoco neoassunti che, prima di essere inviati presso i comandi provinciali, devono effettuare specifici e accurati corsi di formazione professionale.
Nel 1994 è ad Atene per l'incontro, organizzato dal FIRE Service greco, con i rappresentanti dei Paesi membri della Comunità europea circa i problemi delle scuole antincendi dei paesi membri.
Dal 1992 al 2001 è comandante del nascente Istituto Superiore Antincendi (ISA), complesso adibito alla formazione dei dirigenti e quadri del corpo nazionale dei vigili del fuoco in materia di sicurezza, prevenzione e protezione dagli incidenti. L'ISA diviene negli anni punto di riferimento per l'aggiornamento professionale continuo del corpo, l'organizzazione di convegni in tema di sicurezza, l'attività di formazione per gli ordini professionali quali architetti, ingegneri geometri e periti, l'attività di studio e ricerca con organismi paritetici nazionali ed internazionali e la realizzazione di master universitari in collaborazione con l'Università La Sapienza di Roma e con il dipartimento di Protezione civile.

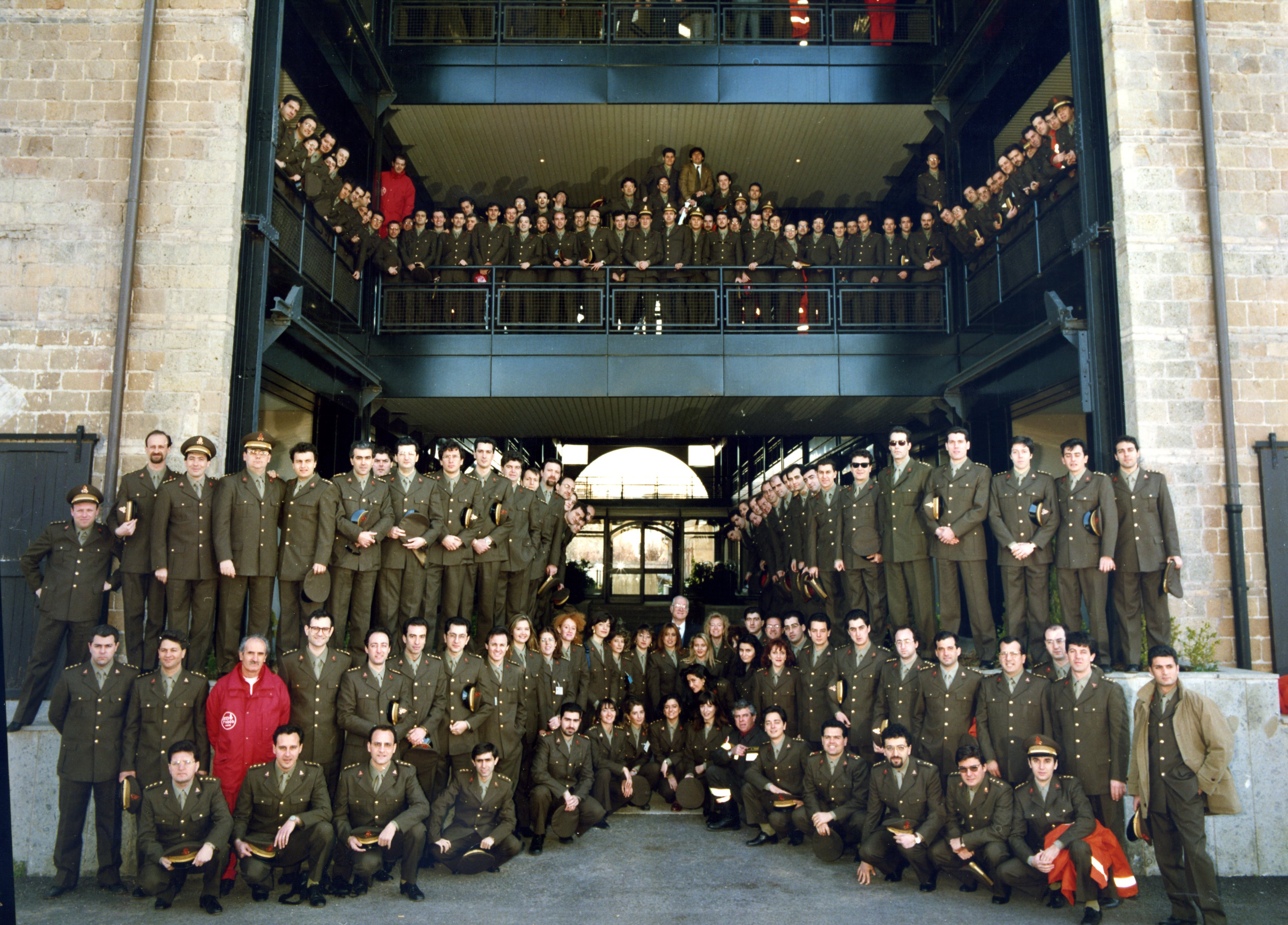

Dal 2002 al 2003 assume il comando dell'Ufficio Ispettivo per l'Italia Centrale e la Sardegna del Ministero dell’Interno – Dipartimento dei Vigili del Fuoco del Soccorso Pubblico e della Difesa Civile.
Dal 2004 al 2007 entra in posizione di comando presso il Senato della Repubblica, procedendo ad una revisione e ad una migliore formalizzazione della valutazione dei rischi esistenti sotto il profilo antincendio e antinfortunistico nonché alla ridefinizione delle misure da attuare anche alla luce delle minacce derivanti dall'attuale situazione internazionale. Durante questa attività redigerà, tra l'altro, i documenti di valutazione del rischio per Palazzo Madama, Palazzo Cenci, Palazzo Bologna, Palazzo della Minerva, Palazzo di Largo dei Chiavari, Palazzo dei Filippini, Magazzino di via del Tempio di Diana, Autorimessa di via del Melone, Palazzo della Sapienza, Palazzo delle Cinque Lune, Palazzo Giustiniani, Palazzo Beni Spagnoli, Palazzo Carpegna, Palazzo delle Coppelle.
Il 3 ottobre del 2015 gli viene assegnata dal comune di Talamello la cittadinanza onoraria "per essersi particolarmente distinto sia in campo professionale che sociale, filantropico ed umanitario" e nello stesso giorno viene depositata presso il distaccamento dei vigili del fuoco di Campiano in Talamello una targa in ricordo dell'amico "Franco".
Il 18 dicembre del 2015 gli viene intitolata la nuova aula magna dell'Istituto Superiore Antincendi alla presenza dell'ing. Gioacchino Giomi, capo del Corpo nazionale dei vigili del fuoco, del direttore centrale per la formazione ing. Emilio Occhiuzzi e del direttore dell'istituto ing. Stefano Marsella.
Il 29 maggio 2017 gli viene intitolata la nuova biblioteca della scuola elementare di Talamello.

## Onorificenze ed encomi
Cittadinanza Onoraria - concessa dal Comune di Talamello a settembre del 2015
Commendatore dell'Ordine al merito della Repubblica Italiana - 2004
Grande Ufficiale dell'ordine al merito della Repubblica Italiana –1988
Cavaliere dell'ordine al merito della Repubblica Italiana – 1984
Diploma di benemerenza con medaglia per le operazioni di soccorso svolte nelle zone colpite dal terremoto della Campania e Basilicata - 1981
Diploma di benemerenza con medaglia a testimonianza dell'opera prestata in favore delle popolazioni del Friuli colpite dal sisma - 1980
Medaglia per essere tra i migliori diplomati della Maturità Classica del Collegio Nazareno - 1956

## Vita privata
Francesco Maria Tosi Beleffi, figlio di Biagio Tosi Beleffi ed Anna Maria Righi, è stato sposato con Anna Maria Silvestri ed ha avuto due figli, Carla Maria e Giorgio Maria.

## Storia
Il cognome Tosi Beleffi deriva dall'unione di due distinti rami familiari congiuntisi alla fine del '800 attraverso il matrimonio di Pietro Tosi ed Elisabetta Beleffi. I Tosi, in particolare, sono originari di Asti ed ivi risalgono prima del '200. Si spostarono a Genova nel 1207 e successivamente a Milano verso la seconda metà del '300. Ebbero nobiltà antichissima e cioè feudale. I Beleffi derivano il loro cognome dall'antico Belus o Belis e sono originari delle Marche. L'11 luglio 1964 a Firenze l'Accademia Araldica, per il tramite del segretario generale prof. Mario Pini Accurti de Konigsfels, riconosce a Biagio Tosi Beleffi il titolo di marchese.